# 妙見山城
妙見山城（みょうけんさんじょう）は、現在の兵庫県加西市谷口町と福居町の境にある妙見山（標高153.3m）にあった日本の城（山城）。築城年代、築城者、縄張り等は不明。現在、山麓の居館跡に城主の娘の石碑がある。